# Herbert von Petersdorff
Herbert von Petersdorff, né le 21 mars 1881 à Berlin et mort le 5 juillet 1964 à Darmstadt, est un nageur et joueur de water-polo allemand, membre du club de Charlottenburger.

## Palmarès
- Jeux olympiques de 1900 à Paris (France) :
  -  Médaille d'or au titre du relais 200 m par équipes.
  - Quart-de-finaliste du tournoi de water-polo.

## Sources
- (de) Cet article est partiellement ou en totalité issu de l’article de Wikipédia en allemand intitulé « Herbert von Petersdorff » (voir la liste des auteurs).